# Dasineura bistortae
Dasineura bistortae är en tvåvingeart som först beskrevs av Jean-Jacques Kieffer 1909.  Dasineura bistortae ingår i släktet Dasineura och familjen gallmyggor. Inga underarter finns listade i Catalogue of Life.
Arten orsakar gallbildning på blad av stor ormrot (Bistorta officinalis) och ormrot (Bistorta vivipara). Den förekommer i stora delar av Europa.